# Vin de Constance

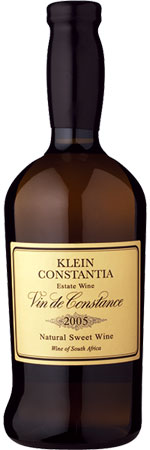
Een fles Vin de Constance van 2005

Vin de Constance is een zoete wijn (dessertwijn) gemaakt van onder andere de muskaatdruif op een van oorsprong Nederlandse wijngaard in Zuid-Afrika op het wijnlandgoed Constantia.

## Geschiedenis
Constantia is een gelijknamig (wijn-)estate in Zuid-Afrika, aangelegd in 1685 door Simon van der Stel toe hij het landgoed Constantia stichtte. Vanaf het begin was deze wijn gewild vanwege de bijzondere smaak. De speciale mix van zoete muskaatdruiven en andere witte druiven geeft de Vin de Constance een aantrekkelijke zoete smaak. Hendrik Cloete kocht de wijngaard in 1778. Hij perfectioneerde de bereiding van de wijn en maakte de wijn populair, eerst in Nederland en later ook in Europa.
In 1818 werd Constantia door twee broers geërfd. Zij verdeelden de boedel en zo ontstond Groot en Klein Constantia. Het huis Klein Constancia werd met Vin de Constance pas echt beroemd door de export van de wijn naar Europa. De wijn werd door Napoleon tot zijn favorieten gerekend. Charles Dickens en Jane Austen waren grote liefhebbers en noemden de wijn in hun boeken.
Voor de export en vanwege de herkenbaarheid werd de wijn gebotteld in een speciaal voor de wijn vormgegeven bruine glazen fles. De fles is kort, dik en heeft aan één zijde een uitstulping bij de ziel. De producent genoot bijzondere lage belastingtarieven voor de export naar Europa. Echter, in 1861 werd deze voorkeursbehandeling door de rijksoverheid (Gladstone bewind) van Zuid-Afrika ingetrokken en droogde de export naar Europa bijna helemaal op. De druivenziekte phylloxera en de echte meeldauw maakte aan het einde van de 19e eeuw een eind aan de productie van de dessertwijn.

## Moderne tijd
Sinds 1986 is de wijngaard en het wijnlandgoed Constantia weer productief en wordt de wijn opnieuw gemaakt en behoort volgens kenners tot de top wijnen in de wereld. Vin de Constance is de enige Zuid-Afrikaanse wijn die tot de top 10 beste wijnen van de wereld behoort.